# Карл Гогенцоллерн-Зигмаринген
Карл Антон Фридрих Мейнрад Фиделис Гогенцоллерн-Зигмаринген (нем. Karl Anton Friedrich Meinrad Fidelis von Hohenzollern-Sigmaringen; 20 февраля 1785 — 11 марта 1853) — 8-й князь Гогенцоллерн-Зигмаринген (17 октября 1831 — 27 августа 1848).

## Биография
Родился в замке Зигмаринген, столице княжества. Единственный сын Антона Алоиса (1762—1831), князя Гогенцоллерн-Зигмарингена (1785—1831), и принцессы Амалии Зефирины Сальм-Кирбургской (1760—1841), дочери принца князя Филиппа Иосифа Сальм-Кирбургского и принцессы Марии Терезии фон Хорн.
17 октября 1831 года после смерти своего отца Карл Антон унаследовал княжеский престол в Зигмарингене, столице княжества Гогенцоллерн-Зигмаринген.
В 1833 году князь Карл Антон организовал ландтаг, где была принята конституция княжества. Также князь отменил в своих владениях крепостное право и другие устаревшие средневековые законы. Он основал больницу для своих подданных.
Во время Германской революции 1848 года князь Карл Гогенцоллерн-Зигмаринген вынужден был отказаться от престола в пользу своего единственного сына Карла Антона.
11 марта 1853 года принц Карл Гогенцоллерн-Зигмаринген скончался в Болонье во время своего путешествия в Рим.

## Награды
- Кавалер Ордена Чёрного орла
- Кавалер Ордена Красного орла
- Кавалер Ордена Pour le Mérite

## Брак и дети
Князь был дважды женат. 4 февраля 1804 года в Париже Карл Гогенцоллерн женился на Марии Антуанетте Мюрат (3 января 1793 — 19 января 1847), дочери Пьера Мюрата (1748—1792) и Луизы д’Астор (1762—1793), племяннице неаполитанского короля Иоахима Мюрата. Дети от первого брака:
- Принцесса Каролина (1810—1885), 1-й муж с 1839 года граф Фридрих Франц Антон Гогенцоллерн-Хегинген (1790—1847), 2-й муж с 1850 года Иоганн Штагер Вальдбург (1822—1882)
- Принц Карл Антон (7 сентября 1811 — 2 июня 1885), князь Гогенцоллерн-Зигмаринген (1848—1849), премьер-министр Пруссии, женат с 1834 года на Жозефине Баденской (1813—1900)
- Принцесса Антуанетта Мария (30 апреля 1815 — 14 января 1841), муж с 1835 года принц Эдуард Саксен-Альтенбургский (1804—1852)
- Принцесса Фредерика (24 марта 1820 — 7 сентября 1906), муж с 1844 года маркиз Джоаккино Наполеоне Пеполи (1825—1881)

Овдовев после смерти первой жены, 14 марта 1848 года Карл вторично женился в Купферцелле на Катарине фон Гогенлоэ-Вальденбург-Шиллингфюрст (19 января 1817 — 15 февраля 1893), дочери князя Карла Альбрехта фон Гогенлоэ-Вальденбург-Шиллингсфюрста и вдове графа Франца Эрнста Эрвина фон Ингельхайма.